# Теленасадка

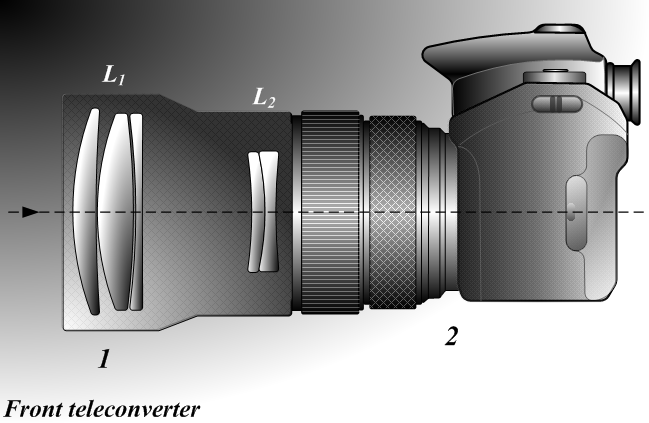
Теленасадка на объектив фотоаппарата

Теленаса́дка, Телескопи́ческая наса́дка — афокальная оптическая система с угловым увеличением больше единицы, используемая в качестве насадки на съёмочный объектив. Уменьшает угол его поля зрения без изменения фокусного расстояния, позволяя снимать в более крупном масштабе. Теленасадки нашли наиболее широкое применение для псевдозеркальных фотоаппаратов и любительских видеокамер с несменным вариообъективом, смещая диапазон виртуальных фокусных расстояний в более длиннофокусную область. Аналогичные устройства, называемые телеконвертерами, используются со сменными вариообъективами профессиональных телекамер вместо телеэкстендеров. Такое решение позволяет наиболее эффективно использовать дорогостоящую профессиональную оптику.
Теленасадка устроена по принципу трубы Галилея и состоит из двух компонентов, передний из которых — положительный (собирающий), а задний — отрицательный (рассеивающий). Устройство обратно широкоугольной насадке, имеющей перевёрнутую конструкцию и дающей эффект увеличения угла поля зрения. В отличие от телеконвертера, снижающего геометрическую светосилу объектива, теленасадка никак не влияет на этот параметр, лишь незначительно уменьшая светопропускание за счёт дополнительных оптических поверхностей. Некоторые вариообъективы остаются работоспособными с теленасадкой не во всём диапазоне фокусных расстояний из-за уменьшения поля изображения на коротком фокусе. В некоторых случаях в качестве теленасадки возможно использование наблюдательных приборов: биноклей и зрительных труб. В этом случае необходимо полноценное сопряжение выходного зрачка насадки с входным зрачком объектива.